# Helianthemum pyrenaicum
Helianthemum pyrenaicum là một loài thực vật có hoa trong họ Nham mân khôi. Loài này được (Janch.) Raynaud mô tả khoa học đầu tiên năm 1990.